# Amarkantak
Amarkantak (अमरकंटक) est une localité de l'Inde, située dans l'État du Madhya Pradesh.
À la source du fleuve Narmada, c'est un lieu de pèlerinage hindouiste.
Amarkantak se trouve dans les monts Vindhya, à une altitude moyenne de 1000m.

## Géographie
Amarkantak est située dans la partie orientale du Madhya Pradesh, à proximité de l'État voisin du Chhattisgarh.
Par son altitude moyenne et une pluviométrie propice au développement de nombreuses espèces végétales, Amarkantak et ses alentours présentent une grande biodiversité naturelle.

## Importance dans les croyances hindouistes
Localisé la source du fleuve Narmada, qui l'une des rivières considérées comme sacrées par les Hindous, Amarkantak est un lieu de pèlerinage majeur de l'Hindouisme. Les nombreux temples qui ont été édifiés en font également un lieu touristique.